# Estádio Eugênio Antônio Bitti
O Estádio Municipal Eugênio Antônio Bitti ou Municipal de Aracruz é um estádio de futebol de Aracruz, no estado do Espírito Santo. Tinha capacidade de 3.800 pessoas, passou para 5.058 pessoas depois de uma reforma e construção de mais arquibancada em maio de 2012 para receber o segundo jogo da final do Campeonato Capixaba de 2012, onde o Esporte Clube Aracruz se consagrou campeão.
Em 1956, por doação do benemérito Eugênio Antônio Bitti, o Aracruz recebeu uma área de mais de 29 mil m² para a construção de sua praça esportiva, por anos chamada de Estádio do Bambu, em função do fato de que era toda cercada pela referida planta. No final dos anos 1980, o espaço recebeu alvenaria e jogos amadores, principalmente contra o Mariano, rival na época. Atualmente o estádio pertence a Prefeitura Municipal de Aracruz.